# 장동국
장동국(1972년 9월 10일 ~ )은 대한민국의 희극 배우이자 영화감독이다.

## 출연작

### 방송
기쁜우리토요일(SBS)
코미디전망대(SBS)
웃으며삽시다(SBS)
TV전파왕국(SBS)
좋은 친구들(SBS)
- 코미디쇼 코코아 (TV조선)
- 폭소클럽 (KBS)